# دهستان جاپلق شرقی
جاپلق شرقی، دهستانی است از توابع بخش جاپلق شهرستان ازنا در استان لرستان ایران.

## جمعیت
براساس سرشماری سال ۱۳۸۵ جمعیت آن ۶٬۳۳۷ نفر (۱٬۶۴۷ خانوار) بوده‌است.